# Lacerta (állatnem)

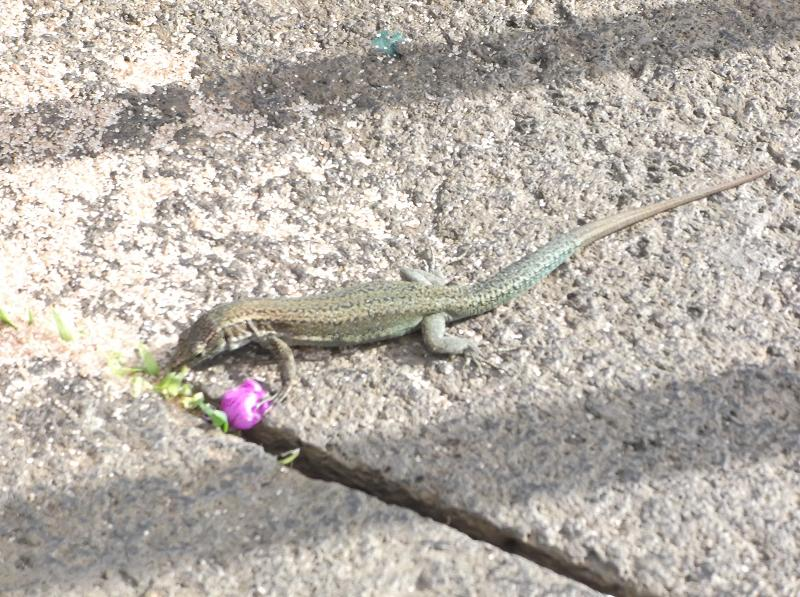
Madeirai faligyík Madeirán

A Lacerta a hüllők (Reptilia) osztályának pikkelyes hüllők (Squamata) rendjébe, ezen belül a nyakörvösgyíkfélék (Lacertidae) családjába tartozó nem.
Az első Lacerta-fajok a miocén korban jelentek meg, körülbelül 15 millió évvel ezelőtt.

## Rendszerezés
A nembe az áthelyezések hatására az alábbi 9 faj maradt:
- fürge gyík (Lacerta agilis)
- Lacerta bilineata
- Lacerta media
- Lacerta mostoufii
- Lacerta pamphylica
- spanyol zöldgyík (Lacerta schreiberi)
- Lacerta strigata
- balkáni zöldgyík (Lacerta trilineata)
- zöld gyík (Lacerta viridis)

Áthelyezve a Teira nembe 
- Teira andreanskyi vagy Lacerta andreanskyi
- marokkói faligyík (Teira perspicillata vagy Lacerta perspicillata)
- Teira dugesii vagy Lacerta dugesii

Áthelyezve az Archaeolacerta nembe
- korzikai gyík (Archaeolacerta bedriagae vagy Lacerta bedriagae)

Áthelyezve az Archaeolacerta nembe
- hegyesfejű gyík (Archaeolacerta oxycephala vagyLacerta oxycephala)

Áthelyezve az Archaeolacerta nembe
- dalmát faligyík (Dinarolacerta mosorensis vagy Lacerta mosorensis)

Áthelyezve az Iranolacerta nembe
- Iranolacerta brandtii vagy Lacerta brandtii
- Iranolacerta zagrosica vagy Lacerta zagrosica

Áthelyezve az Apathya nembe
- Apathya cappadocica vagy Lacerta cappadocica

Áthelyezve a Darevskia nembe
- Darevskia chlorogaster vagy Lacerta chlorogaster
- Darevskia defilippii vagy Lacerta defilippii
- Darevskia dryada vagy Lacerta dryada
- Darevskia parvula vagy Lacerta parvula
- Darevskia steineri vagy Lacerta steineri
- kaukázusi faligyík (Darevskia saxicola vagy Lacerta saxicola)

Áthelyezve a Phoenicolacerta nembe
- Phoenicolacerta cyanisparsa vagy Lacerta cyanisparsa
- Phoenicolacerta kulzeri vagy Lacerta kulzeri
- Phoenicolacerta laevis vagy Lacerta laevis

Áthelyezve a Parvilacerta nembe
- Parvilacerta fraasii vagy Lacerta fraasii
- törpe gyík (Parvilacerta parva vagy Lacerta parva)

Áthelyezve a Hellenolacerta nembe
- görög hegyesfejű gyík (Hellenolacerta graeca vagy Lacerta graeca)

Áthelyezve a Timon nembe
- pávaszemes gyík (Timon lepidus vagy Lacerta lepida)

Áthelyezve a Omanosaura nembe
- Omanosaura cyanura vagy Lacerta cyanura
- Omanosaura jayakari vagy Lacerta jayakari